# Союз женщин Туркменистана
Сою́з же́нщин Туркмениста́на (туркм. Türkmenistanyň zenanlar birleşigi) — официально зарегистрированная общественно-политическая организация в Туркменистане, представленная в Меджлисе Туркменистана — парламенте страны. Члены Союза женщин Туркменистана занимают 16 из 125 мест в Меджлисе Туркменистана. Выступает за права женщин.
До смерти первого президента Туркменистана — Сапармурата Ниязова, Союз женщин Туркменистана носила имя матери Сапармурата Ниязова — Гурбансолтана-эдже, которая в эпоху правления Ниязова, считалась национальной героиней Туркменистана, ее именем назывались ряд объектов, таких как улицы, другие географические объекты (например город Гурбансолтан-Эдже), одноимённый орден, название месяца апрель в туркменском календаре.
По итогам парламентских выборов 2013 года, организация впервые, как и остальные партии и организации (не считая Демократическую партию Туркменистана, которая доминирует в стране с 1991 года) вошла в Меджлис Туркменистана.